# Blaue Adria (Rheinland-Pfalz)
Die Blaue Adria auf der Gemarkung der pfälzischen Ortsgemeinde Altrip (Rheinland-Pfalz) ist ein Baggersee, der westlich des Rheins neben einer zum Teil verlandeten Altrheinschlinge, dem Neuhofener Altrhein, zusammen mit kleineren Wasserflächen beim Abbau von Kies entstanden ist. Zugleich ist Blaue Adria auch der Name des gesamten Naherholungsgebiets, das rund um die Seenlandschaft geschaffen wurde.

## Geographie

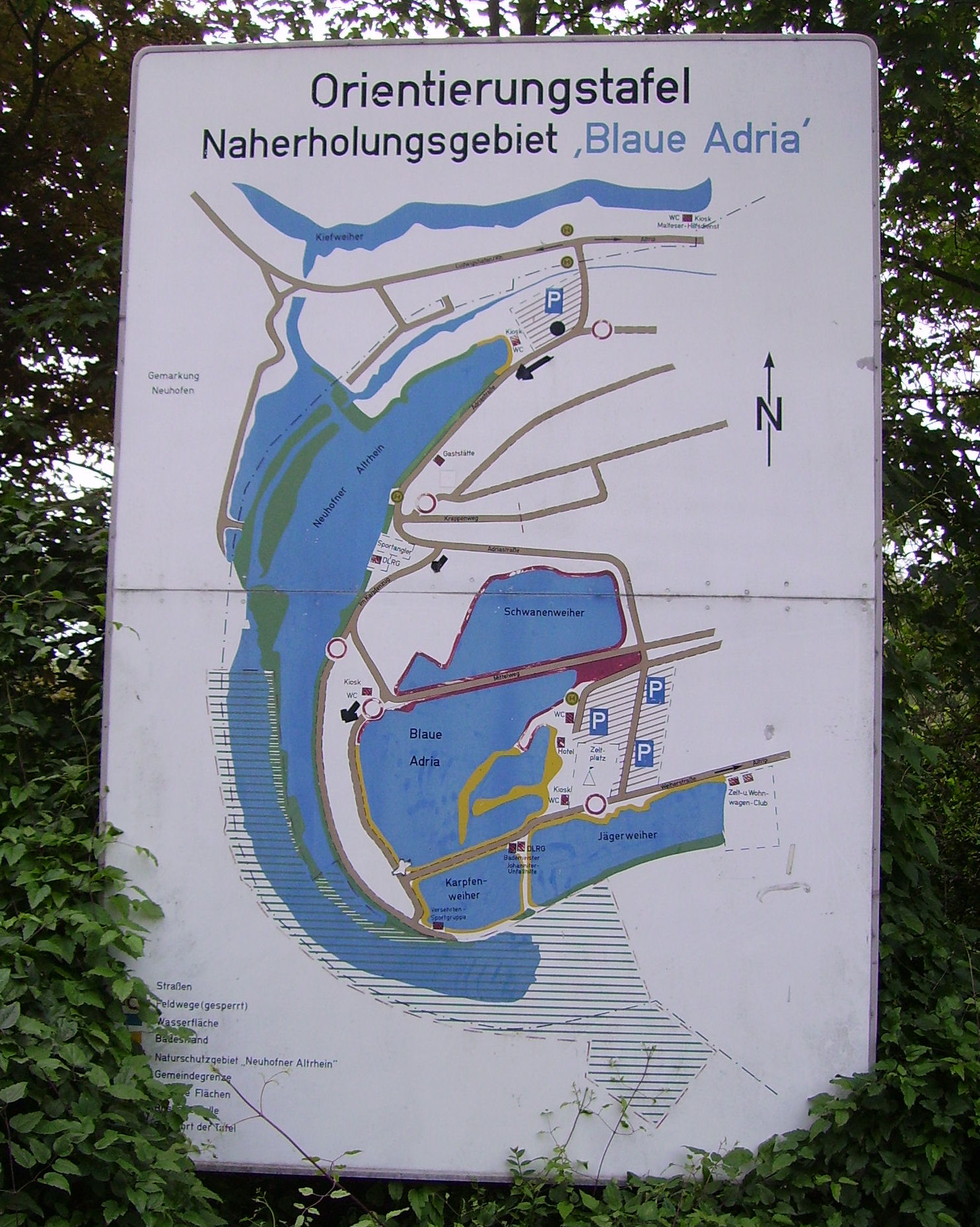
Orientierungstafel

Die Blaue Adria liegt auf 89 m Höhe südöstlich der Großstadt Ludwigshafen in der Mitte zwischen der Wohnbebauung von Altrip im Osten und derjenigen von Neuhofen im Westen; die Wohngebiete beider Gemeinden sind jeweils 1,5 km entfernt.
Erreicht wird die Blaue Adria von Norden her über Kreisstraße 12 Ludwigshafen–Altrip, von der in Höhe des Weißen Häusels die K 13 nach Süden abzweigt. Von Süden her ist die K 13 ab Waldsee nach Altrip zu benutzen. Von Mannheim her ist sie auch über die Rheinfähre Altrip–Mannheim zu erreichen.

## Kenndaten

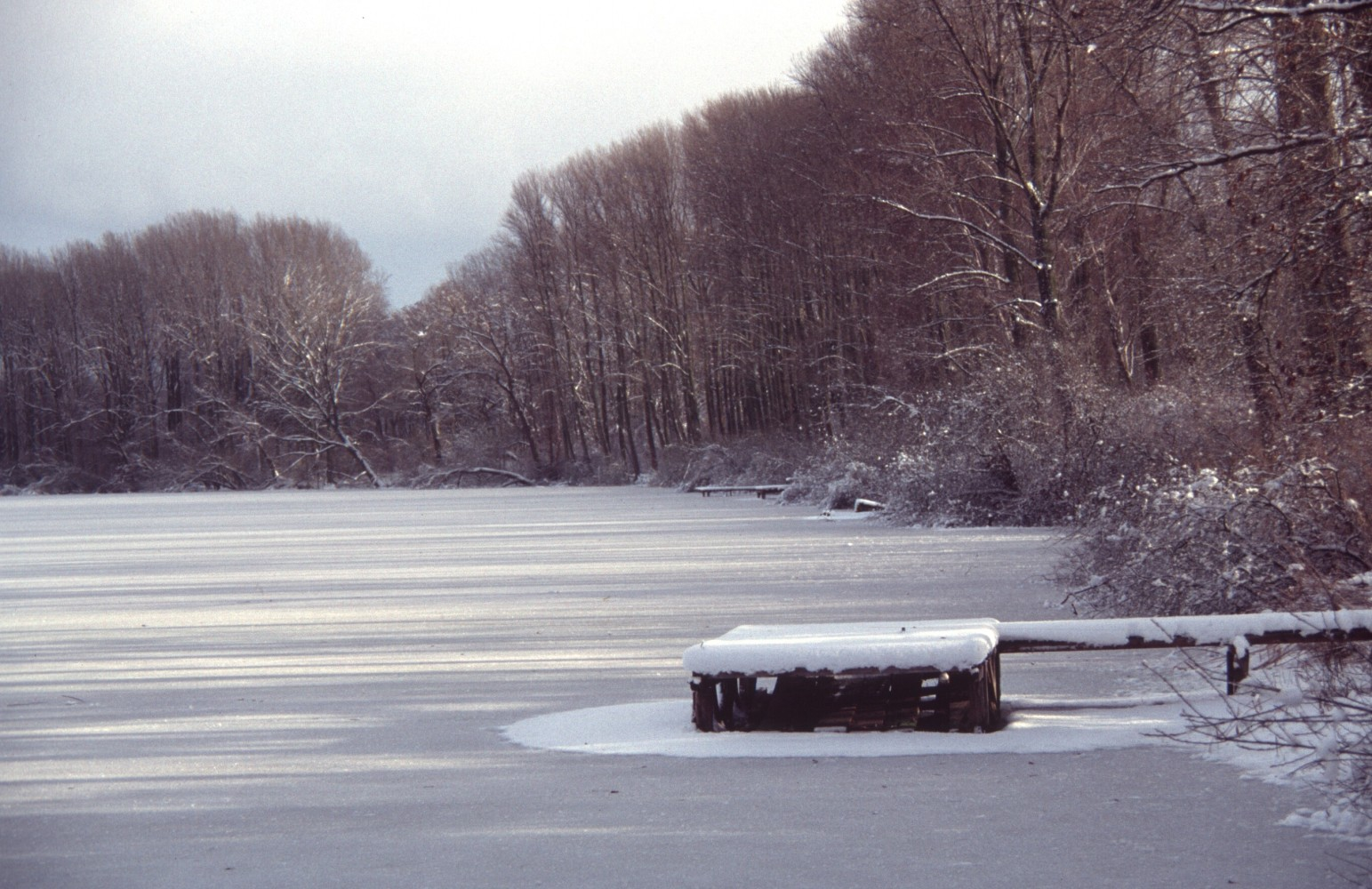
Neuhofener Altrhein im Winter

Die gesamten Wasserflächen nehmen mehr als 1 km² ein. Sie werden nur vom Grundwasser gespeist. 
Der größte der ursprünglichen Baggerseen ist die eigentliche, 20 Hektar große und maximal 10 m tiefe Blaue Adria. Die übrigen Gewässer sind der noch größere Neuhofener Altrhein sowie die kleineren Schwanen-, Jäger- und Karpfenweiher. Der Schwanenweiher im Norden und der Karpfenweiher im Süden lassen sich auch als Teile der Blauen Adria ansehen, die jeweils nur durch eine schmale Landbrücke von ihr abgetrennt sind.
Hinzu kommt das umliegende Landareal mit 35 Hektar, wovon die ausgebauten Strände knapp ein Drittel ausmachen.

## Nutzung

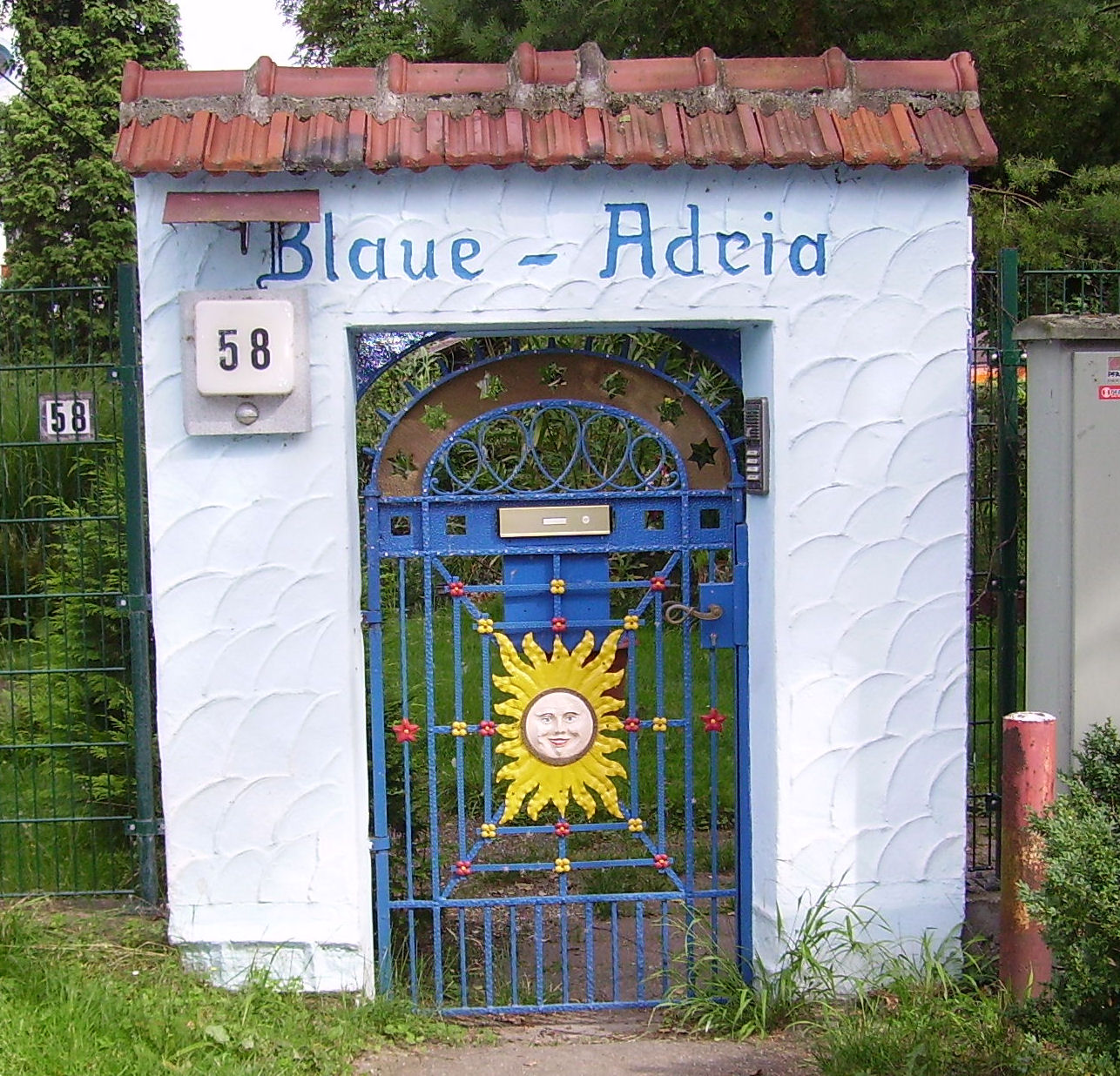
Eingang eines Privatgrundstücks

Das mehrteilige Naherholungsgebiet besteht aus den Wasser- und Uferflächen und enthält die ausgewiesenen Naturschutzgebiete 7338-013 Neuhofener Altrhein, 7338-066 Neuhofener Altrhein (nördliche Erweiterung) und 7338-185 Kistnerweiher.
Der Baggersee Blaue Adria bildet das Herzstück des Geländes. Dort befinden sich ein Campingplatz, ein frei zugänglicher, im Sommer von der Johanniter-Unfall-Hilfe und der DLRG überwachter Sandstrand sowie Kiosk und WC. Auch am mittleren Badestrand des Neuhöfer Altrheins ist eine DLRG-Rettungswache (DLRG Altrip) stationiert.
Auf der Landzunge, die sich in den See erstreckt, und auf der „Liebesinsel“, die über diese Landzunge zu Fuß erreicht werden kann, ist FKK üblich.

## Geschichte
Vor 1950 war das Gebiet der aufgegebenen Baggerweiher ungepflegtes Ödland. Das Naherholungsgebiet wurde in den 1950er Jahren auf Initiative eines Zahnarztes aus Heidelberg geschaffen. Dieser wollte in der Zeit des beginnenden deutschen Wirtschaftswunders auch denjenigen eine Urlaubsmöglichkeit bieten, die noch nicht ins Ausland verreisen konnten. Im Anklang an den damals populär werdenden Adriaurlaub gründete er die Interessengemeinschaft Blaue Adria, die für die Kultivierung der Gewässerränder und die Errichtung einer Infrastruktur sorgte. Eintrittsgelder werden bis heute nicht erhoben, die etwa 2000 Parkplätze sind allerdings gebührenpflichtig.
Anfangs war geplant, von den Bundesstraßen 9 (Karlsruhe–Ludwigshafen) und 44 (Frankfurt–Ludwigshafen), die sich derzeit am Rheingönheimer Kreuz treffen, eine Verbindungsspange als Ludwigshafener Südumgehung etwa 7 km nach Osten zu führen. Dort sollte sie mittels einer neuen Brücke über den Rhein an die Südumgehung der badischen Nachbarstadt Mannheim angebunden werden, um den Autobahnring um die beiden Städte zu schließen. Mit Rücksicht auf das Naherholungsgebiet bei Altrip, dessen nördlichen Bereich die Trasse durchquert hätte, wurde dieses Vorhaben nach jahrzehntelangen Diskussionen fallen gelassen. Der Planfeststellungsbeschluss wurde aufgehoben, das Projekt 2003 nicht mehr in den Bedarfsplan aufgenommen und 2015 aus dem Bundesverkehrswegeplan gestrichen.